# María Malvicini
María Malvicini (19 de marzo de 1920 - ?) fue una velocista argentina que a lo largo de su trayectoria consiguió récords nacionales y sudamericanos.

## Carrera deportiva
Compitió en el Campeonato Sudamericano de Atletismo de 1941 celebrado en Buenos Aires, en el que obtuvo la medalla de plata en los 100 metros, detrás de su compatriota Lelia Spuhr.
En el Campeonato Sudamericano de Atletismo de 1943, celebrado en Santiago de Chile, ganó el bronce en los 200 metros e integró también, junto a Noemí Simonetto, Elsa Irigoyen e Ilse Hammerl, el equipo que igualó el récord sudamericano de posta 4 × 100 metros y obtuvo la medalla dorada.